# 배철러 소용돌이
배철러 소용돌이는 조지 배철러에 의해 1964년 처음 기술되었다. 그것은 유체역학에서 비행기 소용돌이에 의해 발생하는 재해 문제의 분석에 유용하였다.
수학적인 모델은 배철러 소용돌이내의 Θ 방향으로의 속력에 대해 아래와 같다.
{\displaystyle V_{\Theta }\ (r)={\frac {\Gamma }{2\pi r}}\left(1-e^{-{\frac {r^{2}}{{r_{c}}^{2}}}}\right)}